# 八色の姓
八色の姓（やくさのかばね）は、天武天皇が天武天皇13年（684年）に新たに制定した、八つの姓（カバネ）。八姓（はっしょう）あるいは天武八姓（てんむはっしょう）などとよぶこともある。
上位から順に、真人（マヒト）・朝臣（アソミ）・宿禰（スクネ）・忌寸（イミキ）・道師（ミチノシ）・臣（オミ）・連（ムラジ）・稲置（イナギ）。

## 概要
『日本書紀』の天武天皇十三年冬十月一日条に、「詔して曰はく、更諸氏の族姓を改めて、八色の姓を作りて、天下の万姓を混（まろか）す。一つに曰く、真人。二つに曰く、朝臣。三つに曰く、宿禰。四つに曰く、忌寸。五つに曰く、道師。六つに曰く、臣。七つに曰く、連。八つに曰く、稲置」とある。同日には守山公・路公・高橋公・三国公・当麻公・茨城公・丹比公・猪名公・坂田公・息長公・羽田公・酒人公・山道公など13氏に真人の姓を授られた。11月1日には大三輪君など52氏に朝臣、12月1日には大伴連など50氏に宿禰、翌年天武天皇14年（685年）6月には大和連など11氏に忌寸の賜姓が行われた。ただし道師および稲置の賜姓については記録が残っていない。また臣と連については天武天皇10年から13年1月にかけて複数の士族に賜姓が行われているが、八色の姓制定後には賜姓の記録がない。
真人が授けられたのはすべて公姓を持っていたものであり、応神天皇の子孫を称した息長公・羽田公・山道公のほかは、継体天皇以降の天皇の子孫を称した、五世以内に天皇の先祖を持つ氏族であった。朝臣姓をうけた52氏のうち、40氏が臣、10氏が君、2氏が連の姓をもっており、天皇の後裔であるが疎遠な氏族が多く含まれていた。宿禰姓を受けたものは諸会臣をのぞいてすべて連姓であり、多くが天孫・天神の後裔を称していた。忌寸姓はかつて渡来人の子孫にあたえられていたという説があったが、実際には半数程度の5氏のみであり、直・造・吉士等の姓を受けたものが、連姓に昇格したものに与えられている。
『続日本紀』には天平宝字3年（759年）10月辛丑に天下の姓の「君」を「公」に、「伊美吉」を「忌寸」に改めたという記事があり、これ以前の「忌寸」は「伊美吉」と表記されていた。これは天皇につながる「君」字の使用を統制するとともに、当時賜姓されて「藤原恵美押勝」を称していた藤原仲麻呂が、自らの姓にある「美」の字の使用をやめさせたものと見られている。

## 新しい身分秩序
『古語拾遺』は八色の姓を壬申の乱の報奨としてとらえているが、功臣に対する報奨は主に位階で行われており、太田亮、黒板勝美、坂本太郎らは天武による氏族制度の再編策であるとみている。黒板勝美は天武天皇が古代以来の氏族制を時代に適応させようとしたとして、明治時代に華族・士族・平民へと人民の区分を分けたのに匹敵する大改革であると評している。
旧来の臣・連・伴造・国造という身分秩序にたいして、臣・連の中から天皇一族と関係の深いものだけを抽出し、真人・朝臣・宿禰の姓を与え、新しい身分秩序を作り出し、皇族の地位を高めた。上級官人と下級官人の家柄を明確にすると共に、中央貴族と地方豪族とをはっきり区別した。
ただし、すべての姓をこの制度に当てはめるということは行われず、従来あった姓はそのまま残された。そのために古くからあった姓である君・臣・連・伴造・国造などもそのまま残っていた。従来から有った、臣・連の姓の上の地位になる姓を作ることで、旧来の氏族との差をつけようとしたという見方もできる。
また、のちの冠位制度上の錦冠の官僚を出すことのできるのは真人、朝臣、宿禰、忌寸の姓を持つ氏に限られていたようである。

## 氏姓制から令制官僚制へ
680年（天武10）飛鳥浄御原令の選定を開始したことに見られるように、また、八色の姓の詔にも見られるように、旧来の氏族制度を改革し、新しい国家体制に即応出来る官僚制創造の政策の一環であった。
奈良時代から平安時代に至って、朝臣姓を称する源・平・藤・橘の四姓が隆盛になり、また菅原氏・伴氏などのように他の姓からあらためて朝臣姓を受ける氏が増加したことで、姓そのものは積極的な意味をなさなくなった。しかしその後も姓を名乗る慣習は残り、明治時代の本姓廃止まで続いた。